# Licuala ruthiae
Licuala ruthiae är en enhjärtbladig växtart som beskrevs av Saw. Licuala ruthiae ingår i släktet Licuala och familjen Arecaceae. Inga underarter finns listade i Catalogue of Life.